# Klaus Rith
Klaus Rith (* 15. März 1942 in Dortmund) ist ein deutscher Physiker.

## Leben und Wirken
Rith studierte Physik an den Universitäten Münster, Tübingen und Bonn. Er wurde 1974 an der Universität Bonn promoviert und war dann 1974 bis 1985 Wissenschaftlicher Mitarbeiter an der Albert-Ludwigs-Universität Freiburg, wo er sich 1982 habilitierte. 1986 bis 1992 war er leitender Wissenschaftler am Max-Planck-Institut für Kernphysik in Heidelberg und 1989 bis 1992 apl. Professor an der Ruprecht-Karls-Universität Heidelberg. 1992 folgte er einem Ruf an die Friedrich-Alexander-Universität Erlangen-Nürnberg (FAU) und war dort bis 2008 ordentlicher Professor und Inhaber des Lehrstuhls für Physik. 1978 bis 1980, 1985 bis 1986 und 2002 weilte er als Gastwissenschaftler am CERN in Genf, dem Europäischen Zentrum für Teilchenphysik.
Rith war Mitglied zahlreicher Kommissionen und Gremien der FAU sowie beratender Gremien anderer Universitäten und Forschungseinrichtungen. 1997 bis 1999 war er Prodekan und 1999 bis 2001 Dekan der Naturwissenschaftlichen Fakultät I der FAU und 2003 bis 2007 Studiendekan der Physik. 1993 bis 1999 war er Mitglied und 2006 bis 2009 Vorsitzender des Gutachterausschusses „Hadronen- und Kernphysik“ des Bundesministeriums für Bildung und Forschung.

## Forschung
Rith arbeitet auf dem Gebiet der experimentellen Teilchenphysik. Ein Schwerpunkt seiner wissenschaftlichen Arbeit ist die Untersuchung des Aufbaus von Nukleonen aus Quarks und Gluonen sowie der Erzeugung von Hadronen in der tief inelastischen Streuung von hochenergetischen Myonen am CERN oder Elektronen bzw. Positronen am DESY (Deutsches Elektronen-Synchrotron) in Hamburg, sowie die Entwicklung von Teilchendetektoren für diese Experimente.
Er war 1982 im Rahmen von Experimenten der European Muon Collaboration (EMC) maßgeblich an der Entdeckung des EMC-Effekts beteiligt, der beinhaltet, dass die Quark-Gluon-Struktur von in Atomkernen gebundenen Nukleonen durch das sie umgebende Kernmedium gegenüber der freier Nukleonen deutlich verändert wird. 1985 erhielt Rith den Röntgen-Preis für seine wissenschaftlichen Arbeiten und Initiativen, die zur Entdeckung dieses Effekts geführt haben. Details des EMC-Effekts wurden dann insbesondere vom NMC-Experiment am CERN untersucht.
1984 bis 1986 war er der erste Sprecher dieses Experiments.
Ein weiterer Schwerpunkt seiner Forschungsaktivitäten ist die Untersuchung der inneren Spinstruktur des Nukleons durch Experimente mit polarisierten Strahlen und Targets, insbesondere mit dem HERMES-Experiment an der HERA-Speicherringanlage des DESY, das er 1988 bis 1994 und erneut 2008 bis 2011 als Sprecher leitete.

## Schriften (Auswahl)
- mit Bogdan Povh, Christoph Scholz, Frank Zetsche und Werner Rodejohann: Teilchen und Kerne, 9. Auflage, Springer Verlag 2014, ISBN 978-3-642-37821-8
- Quark-Gluon Structure of the Nucleon, In: Lecture Notes in Physics. 496, Springer Verlag 1997, S. 250–346
- Spin Asymmetries in Deep-Inelastic Electron-Nucleon Scattering – Selected HERMES Results, In: Progress in Particle and Nuclear Physics. 49, 2002, S. 245–324